# Polnische Wehrmacht
La Polnische Wehrmacht est le nom officiel allemand des futures forces militaires du royaume de Pologne en cours de reconstitution lors de la Première Guerre mondiale. Elle intègre une partie des hommes des Légions polonaises qui acceptent de prêter serment à l'empereur d'Allemagne et à l'empereur-roi d'Autriche-Hongrie en même temps qu'au royaume.